# Договор об объединении Германии
Договор об объединении Германии (нем. Einigungsvertrag) — государственный договор, заключённый между Федеративной Республикой Германия и Германской Демократической Республикой 31 августа 1990 года о ликвидации ГДР, вхождении её территории в состав Федеративной Республики Германия и германском единстве. Документ вступил в силу 29 сентября 1990 года. Договор установил дату объединения — 3 октября 1990 года.
Подписание Договора стало результатом двусторонних переговоров между двумя немецкими государствами, проходивших в течение 1990 года. Делегацию ФРГ на переговорах возглавлял министр внутренних дел ФРГ Вольфганг Шойбле, а делегацию ГДР — Гюнтер Краузе. Договор был подписан в Берлине на Унтер-ден-Линден на втором этаже дворца принца Генриха.

## Стремление к объединению в Конституции ФРГ
Вступившая 24 мая 1949 года в силу Конституция ФРГ в статье 23 предусматривала возможность своего распространения на «другие части Германии». Тем самым с самого начала существования ФРГ закладывалась основа для вхождения всех бывших территорий Германской империи.
Этот основной закон действует, в первую очередь, на территории земель Баден, Бавария, Бремен, Большой Берлин, Гамбург, Гессен, Нижняя Саксония, Северный Рейн-Вестфалия, Рейнланд-Пфальц, Шлезвиг-Гольштейн, Вюртемберг-Баден и Вюртемберг-Гогенцоллерн. В других частях Германии он вступает в силу после их присоединения.Основной закон ФРГ, статья 23 в редакции 1949 года.
В 1952 году земли Вюртемберг-Баден, Баден и Вюртемберг-Гогенцоллерн были объединены в единую землю Баден-Вюртемберг. С 1 января 1957 года в состав ФРГ в качестве новой земли Саар вошла находящаяся под французским протекторатом Саарская область.
18 мая 1990 года между ФРГ и ГДР был подписан договор о валютном, экономическом и социальном союзе. Таким образом, отсутствовало лишь государственное и политическое единство. С позиции ФРГ объединение двух государств было возможным по двум направлениям:
- согласно статье 23 Основного закона ФРГ путём принятия новых земель в состав ФРГ;
- согласно статье 146 Основного закона ФРГ путём принятия новой конституции и создания нового объединённого государства[1].

В результате было принято решение осуществить объединение на основе статьи 23 Конституции ФРГ, как более простое и позволяющее в более короткие сроки осуществить объединение Германии. По этому же пути ранее в состав ФРГ уже был принят Саар. Однако для объединения по этому пути решение о вступлении в Федеративную Республику Германии должно было исходить от руководства ГДР.
Предпосылкой для заключения Договора об объединении стал договор об окончательном урегулировании в отношении Германии, содержавший отказ четырёх держав-победительниц от своих прав в отношении Германии.

## Основные положения Договора

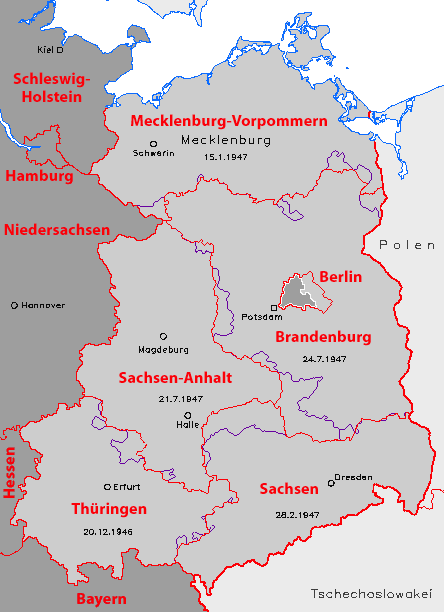
Границы земель на территории ГДР в 1952 году (фиолетовый) и в 1990 году (красный)

- Государство ГДР ликвидируется, а на его территорию в соответствие со статьёй 23 Конституции ФРГ распространяется действие этой конституции. Также со слегка изменёнными границами на территории ГДР воссоздаются пять земель, существовавших до 1952 года, которые становятся новыми землями ФРГ.
- На территории 23 районов западной и восточной частей Берлина создаётся самостоятельная федеральная земля Берлин, на которую также распространяется действие Конституции ФРГ. Объединённый город провозглашается столицей объединённой Германии.
- Изменяется преамбула конституции ФРГ путём добавления новых земель в качестве неотъемлемой части Германии; фраза о стремлении немецкого народа к объединению под крышей единого немецкого государства заменяется на фразу о завершении такого объединения и действия данной конституции для всего немецкого народа. Статья 23 о возможности вступления новых территорий в состав ФРГ отменяется как исполнившая своё предназначение, тем самым Германия более не претендует ни на какие территории.
- Федеративная Республика Германия перенимает всё имущество и долги ГДР.
- День 3 октября объявляется национальным праздником Германии.

Данный договор по сути также отменял действие Конституции ГДР и вводил на её территории Конституцию ФРГ. Приложения к Договору об объединении также регулировали вступление правовых норм ФРГ на присоединяемой территории. За некоторым исключением они вступали в силу на территории бывшей ГДР незамедлительно с момента присоединения. Действовавшее до этого право ГДР (например, Гражданский кодекс и Семейный кодекс ГДР) теряло свою юридическую силу. Некоторые правовые нормы ГДР однако продолжали действовать в качестве земельного (регионального) права в новых землях до принятия в них самостоятельных местных законов.

## Ратификация
20 сентября 1990 года в ФРГ и в ГДР прошли голосования по поводу ратификации договора. В Народной палате ГДР за ратификацию договора проголосовали 299 депутатов, 80 — против, 1 — воздержался. В Бундестаге ФРГ за ратификацию высказались 440 парламентариев, против — 47, воздержались — 3. На следующий день 21 сентября Бундесрат ФРГ единогласно проголосовал за ратификацию договора.